# Middelburg
Middelburg je hlavním městem nizozemské provincie Zeeland a střediskem stejnojmenného správního okrsku (nizozemsky gemeente), do kterého náleží ještě obce Arnemuiden, Sint Laurens a Nieuw- en Sint Joosland. Middelburg leží na poloostrově Walcheren a s pevninou jej spojuje dálnice A58, N57 a železnice Vlissingen-Roosendaal. Středem města prochází plavební kanál Kanaal door Walcheren.
Podle údajů nizozemského ústředního statistického úřadu CBS v roce 2007 žilo ve městě Middelburg 38 954 obyvatel.

## Historie

### Raný středověk
Jak bylo zjištěno při archeologických vykopávkách po německém bombardování v roce 1940, Middelburg vzniknul v první polovině 9. století, neboť z té doby pocházejí nejstarší nalezené předměty. V této době za vlády Karla Velikého vzniká pět osídlených míst chráněných kruhovými hradbami, které sloužily jako ochrana před nájezdy Vikingů. Jsou to Burgh (Burgh-Hamstede), Domburg (město s mořskými lázněmi), Middelburg, Oost-Souburg a Oostburg. Byl to ale právě vikinský král Harald, který Middelburg budoval, když dostal Walcheren od císaře Lothara I. do držení jako své léno.

### Středověk
Přibližně roku 1125 bylo založeno opatství. Zahrnovalo mimo jiné dva kostely – Koorkerk ze 14. století a Nieuwe Kerk z 15. století. V Koorkerku je pravděpodobně pohřben Vilém II., zakladatel Haagu. V roce 1217 obdržel Middelburg městská práva. V letech 1460 a 1492 postihly Middelburg velké a ničivé požáry.
Na konci středověku byl Walcheren ostrovem a od pevniny jej odděloval splavný mořský průliv (het Sloe), ležící východně od Middelburgu. Díky tomu se mohlo město stát prospívajícím obchodním střediskem, po Amsterdamu nejdůležitějším v nezávislé Republice spojených nizozemských provincií, do jehož přístavu připlouvaly anglické a francouzské lodě. Jména některých ulic a starých domů často odkazují na kontakty se zahraničím.

## Osobnosti
- Pieter Boddaert (1733–1795) – nizozemský lékař a zoolog
- Etty Hillesum (1914–1943) – autorka židovského původu, která ve svých denících zachytila Amsterdam za nacistické okupace, zemřela v Osvětimi
- Jacob Roggeveen (1659-1729), objevitel Velikonočního ostrova